# Powiat Choszczeński

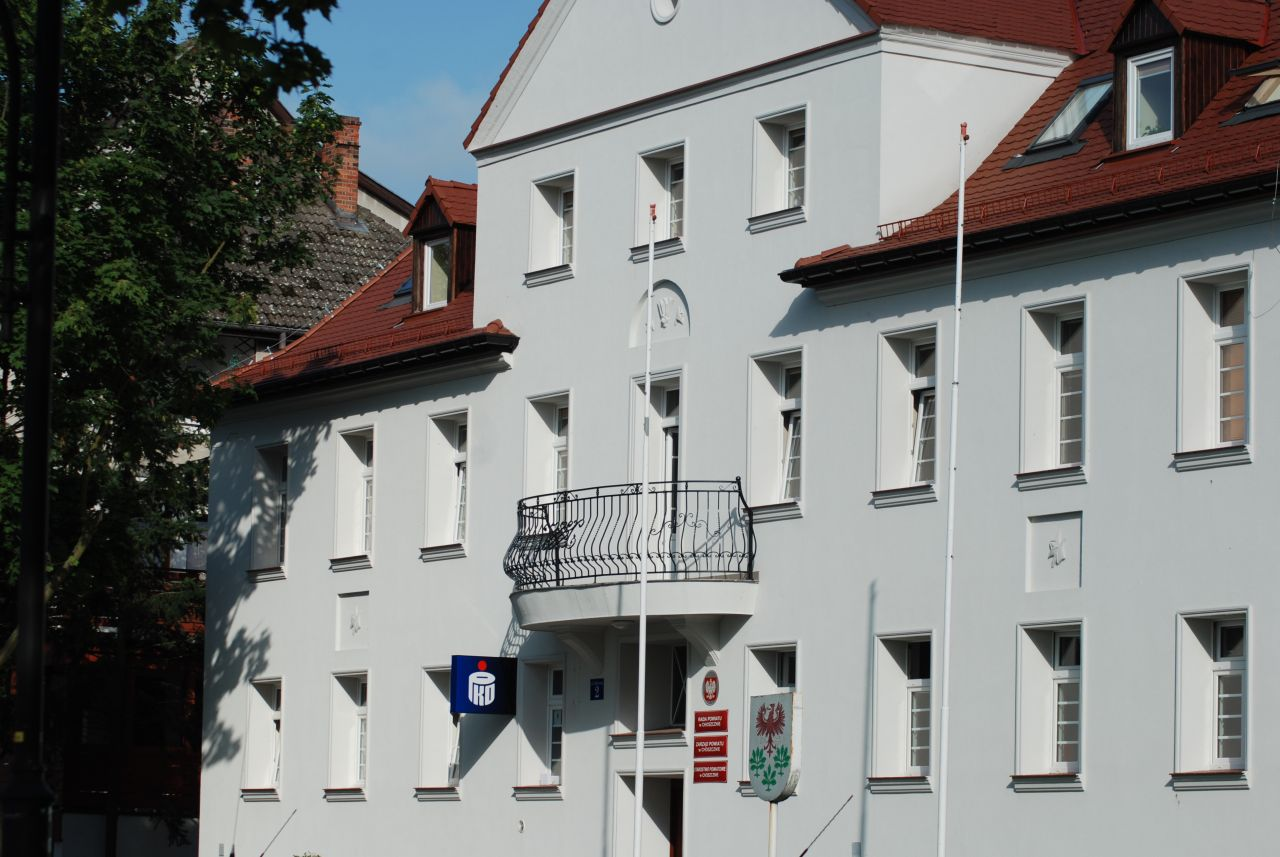
Landratsamt Choszczno (Arnswalde)

Der Powiat Choszczeński ist ein Powiat (Landkreis) im Südwesten der polnischen Woiwodschaft Westpommern.

## Städte und Gemeinden

Verwaltungseinteilung des Powiat Choszczeński

Der Powiat Choszczeński umfasst insgesamt sechs Gemeinden:
- vier Stadt- und Landgemeinden (SL):
  - Choszczno (Arnswalde)
  - Drawno (Neuwedell)
  - Pełczyce (Bernstein)
  - Recz (Reetz)
- zwei Landgemeinden (L):
  - Bierzwnik (Marienwalde)
  - Krzęcin (Kranzin)

## Nachbarlandkreise
| Powiat Stargardzki Stargard |                                                  | Powiat Drawski Dramburg      |
|                             | Kompassrose, die auf Nachbargemeinden zeigt      | Powiat Wałecki Deutsch Krone |
| Powiat Myśliborski Soldin   | Powiat Strzelecko-Drezdenecki Friedeberg-Driesen |                              |